# Ioan Drăghici
Ioan Drăghici (n. 19 august 1936) este un deputat român în legislatura 1990-1992, ales în județul Maramureș pe listele partidului PNL. Ioan Drăghici a fost validat ca eputat pe data de 1 aprilie 1992 când l-a înlocuit pe deputatul Marin Bivolaru.

## Legături externe
- Ioan Drăghici Arhivat în 27 aprilie 2016, la Wayback Machine. la cdep.ro